# رايموند عباد
رايموند عباد (بالفرنسية: Raymond Abad)‏ (17 ديسمبر 1930 في المغرب - ) هو مدرب كرة قدم ولاعب كرة قدم فرنسي في مركز حراسة المرمى. لعب مع نادي غرونوبل ونادي ليموج.

## وصلات خارجية
- رايموند عباد على موقع قاعدة بيانات كرة القدم.إي يو (الإنجليزية)
- رايموند عباد على موقع عالم كرة القدم.نت (الإنجليزية)